# Шануэн, Шарль
Шарль Сюльпис Жюль Шануэн (фр. Charles Sulpice Jules Chanoine, 18 декабря 1835—9 января 1915) — французский офицер, министр обороны Франции с 17 сентября 1898 по 25 октября 1898.

## Биография
Был командующим французскими войсками в Китае во время второй опиумной войны с 1856 по 1860 года. По инициативе 14-го Сёгуна Токугава Иэмоти он был назначен Наполеоном III главой первой французской военной миссии в Японии. Среди должностных лиц первой французской военной миссии, было также Жюль Брюне. После поражений сёгуната в войне Босин Шануэн в октябре 1868, будучи замешан в поддержке сёгуната, уехал вместе с большинством своих подчинённых по требованию императора Муцухито, при этом позволив части офицеров выйти из состава войск Франции и присоединиться к войскам сёгуната.
Премьер-министр Анри Бриссон назначил Шануэна военным министром Франции в 1898 году после отставки генералов Кавеньяка и Эмиля Цурлиндена из-за дела Дрейфуса. Как и его предшественники, Шануэн пошёл против воли министров-коллег и всеми средствами пытался предотвратить пересмотр дела Дрейфуса. Это привело к отставке всего кабинета 1 ноября 1898.